# 서울풍물시장

서울풍물시장(-風物市場)은 서울특별시 동대문구 신설동에 위치한 시장이다.